# Covestro
Covestro AG - німецька компанія з виробництва поліуретану та полікарбонату як сировини. Продукція включає ізоціанати та поліоли для пінопластів, термопластичні поліуретани та гранули полікарбонату, а також добавки на основі поліуретанів, що використовуються у формулах покриттів та клеїв. Це бувша дочірня компанія Bayer, утворена восени 2015 року і раніше називалася Bayer MaterialScience.
Акції Covestro були вперше запропоновані на Франкфуртській фондовій біржі у жовтні 2015 року.. Bayer продала весь свій пакет акцій, що залишився, у травні 2018 року, пенсійний фонд Bayer мав 6,8% акцій в окремому управлінні. 1 жовтня 2024 року було оголошено, що ADNOC уклала угоду про купівлю Covestro за 14,7 млрд євро.
Основні галузі, що обслуговуються - автомобілебудування та постачання, електротехніка та електроніка, будівництво та товари для дому, а також спорт та дозвілля. Їх продукція включає покриття і клеї, поліуретани, які використовуються в теплоізоляції, електричних корпусах і як компонент взуття і матраців, і полікарбонати, такі як Makrolon Covestro, які є високоміцними ударостійкими пластмасами. Поліуретан Covestro використовувався в офіційному чемпіонаті світу з футболу 2014 року. До 2019 року Covestro мала швидке зростання прибутків після дефіциту хімічних речовин, що використовуються у пінопласті.